# Émile Chaline
Pour les articles homonymes, voir Chaline.
Émile Chaline, né le 22 février 1922 à Brest et mort le 15 mai 2020 à Clamart, est un résistant et militaire français. Vice-amiral d'escadre, il est préfet maritime de Cherbourg de 1979 à 1980.
Retraité, président de l'Association des Forces navales françaises libres, il se consacre à la transmission de l'histoire de la France libre, de la Résistance et de la Seconde Guerre mondiale.

## Biographie
Fils d'Émile Chaline, premier maître armurier, et de Jeanne Le Saint, Émile Chaline fait ses études secondaires au lycée de Brest. Son père, d'origine russe, est ouvrier à l'arsenal de Brest. Diplômé ingénieur de l'École navale, breveté d'état-major, qualified antisubmarine lieutenant, il est élève au Royal Naval College de Dartmouth en Grande-Bretagne en 1940.

### Engagement dans la Résistance
Émile Chaline s'engage dans les Forces navales françaises libres le 1er juillet 1940, grâce au concours de son oncle, le soldat Charles Chaline, alors responsable de l'embarquement sur le Meknès. Il participe à la bataille de l'Atlantique à bord du contre-torpilleur Léopard et des corvettes Commandant Drogou et Roselys, ainsi qu'aux opérations de débarquement en Normandie en juin 1944.

### Après la guerre
De 1967 à 1969, Émile Chaline est adjoint au chef du cabinet militaire du premier ministre Georges Pompidou, puis, de 1969 à 1971, au chef de l'état-major particulier de Georges Pompidou, président de la République. Il est ensuite le premier commandant du Centre d'Instruction Navale de Saint Mandrier, regroupant de nombreuses écoles de spécialités de la marine, à tous les grades, jusqu'en 1974. Il sera ensuite attaché naval à Washington à partir de 1974.
Il est préfet maritime de Cherbourg entre 1979 et 1980.
De 1988 à 2010, il préside l'Association des Forces navales françaises libres.
Le 25 novembre 2014, il est élevé à la dignité de grand-croix de l'ordre national de la Légion d'honneur par le président de la République, dans le cadre des cérémonies du 70e anniversaire du Débarquement en Normandie,,.

### Mort et hommage
Il meurt le 15 mai 2020 à Clamart,,,,. Une messe a lieu en la cathédrale Saint-Louis-des-Invalides le 25 mai 2020, et les honneurs militaires lui sont ensuite rendus lors d'une cérémonie dans la cour d'honneur de l'Hôtel des Invalides. L'hommage est présidé par l'amiral Christophe Prazuck, chef d'état-major de la Marine.
En août 2020, une place de Lampaul-Plouarzel, où Émile Chaline possédait une propriété, est renommée « Place amiral Émile Chaline »,.

## Décorations
- Grand-croix de la Légion d'honneur (2014[13]).
  -  Grand officier de la Légion d'honneur (1999[14]).
- Grand officier de l'ordre national du Mérite.
- Officier de l'ordre du Mérite maritime.
- Croix de guerre 1939–1945 (2 citations).
- Croix de guerre des Théâtres d'opérations extérieurs.
- Médaille des évadés.
- Croix du combattant volontaire de la Résistance.
- Commandeur de l'ordre de l'Étoile noire.
- Officier de l'ordre du Ouissam alaouite (Maroc).
- Officier de l'Ordre Pro Merito Melitensi (ordre souverain de Malte).
- Commandeur de l'ordre du Dannebrog (Danemark).

## Ouvrage
- Avec Pierre Santarelli, Historique des Forces navales françaises libres, 5 tomes, Service historique de la marine, 1990 à 2006.